# Alexis Mdivani
Alexis Mdivani (* 7. Februar 1908 in Tiflis; † 1. August 1935 in Palamós, Spanien) war das jüngste von fünf Geschwistern, die in der Presse als Marrying Mdivanis bezeichnet wurden, und ein erfolgreicher Polospieler. Durch seine Hochzeit mit der Kaufhauserbin Barbara Woolworth Hutton wurde er 1933 berühmt.

## Leben
Alexis Mdivani wurde als jüngster Sohn von Zakhari Mdivani, einem General des Zaren Nikolaus II., und seiner Frau Elisabeth Viktorowna Sobolevska geboren. Weitere Familienmitglieder waren:
- Nina Mdivani (* 27. Januar 1901; † 19. Februar 1987)
- Serge Mdivani (* 17. Februar 1903 in Tiflis, Georgien; † 15. März 1936 in Florida)
- David Mdivani (* 14. Februar 1904 in Tiflis; † 5. August 1984)
- Roussadana Mdivani (* 7. Juli 1905; † 16. Dezember 1938)

Im November 1920 verließ General Mdivani Georgien, um den weißrussischen General Pjotr Nikolajewitsch Wrangel beim Kampf gegen die Rote Armee zu unterstützen. Seiner Frau und den Kindern gelang wenig später per Schiff die Flucht nach Konstantinopel, und gemeinsam emigrierte die Familie 1921 nach Paris.
Elisabeth Mdivani und ihre Kinder legten sich Prinzen- und Prinzessinnentitel zu, was ihnen als Entreé in gehobene Gesellschaftskreise diente. Nachdem ihre Mutter 1923 überraschend verstorben war, reisten die beiden älteren Brüder, die ab November 1920 eine Schule in den USA besucht hatten, in die Vereinigten Staaten zurück, wo sie zunächst auf Ölfeldern arbeiteten. David Mdivani heiratete 1926 die Filmschauspielerin Mae Murray, und Serge Mdivani wurde 1927 Ehemann der Filmdiva Pola Negri. Beide Schauspielerinnen führten nach der Heirat den Titel „Prinzessin Mdivani“, was ihnen Publicity und der Familie Mdivani mediale Aufmerksamkeit verschaffte. Nina Mdivani hatte 1925 Charles Henry Huberich, einen bekannten Anwalt geheiratet; Roussadana Mdivani 1927 den Maler Josep Maria Sert.
Alexis Mdivani studierte ab 1925 in Cambridge, wo er im Polo-Team seines Colleges erfolgreich war und den späteren Tennischampion James Van Alen kennenlernte. 1930 begann er, im Pariser Büro der New York City Bank zu arbeiten und wurde außerdem zum Sekretär der georgischen Botschaft in Paris ernannt. Sein Ruf als fürstlicher Playboy verbreitete sich durch Affären mit bekannten Schönheiten, zum Beispiel mit dem Fotomodell Toto Koopman und mit der amerikanischen Schauspielerin Kay Francis.
Durch seinen Schulfreund James Van Alen war Alexis Mdivani mit dessen äußerst wohlhabender Familie aus Santa Barbara in Kontakt gekommen. Im Mai 1931 heiratete er James’ Schwester, Louise Astor Van Alen. Schon vor der Hochzeit hatte er jedoch die Kaufhauserbin Barbara Hutton kennengelernt, die als reichste Erbin der Welt galt. Wie und auf wessen Betreiben es zur Scheidung von Louise Van Alen kam, ist nicht ganz eindeutig geklärt. Barbara Huttons Biograf Clemens David Heymann behauptet, Alexis’ Schwester Roussadana hätte gezielt eine Affäre zwischen ihrem Bruder und Barbara Hutton eingefädelt, um Alexis mit der noch reicheren Barbara Hutton verkuppeln zu können. Dafür gibt es keine Belege; allerdings diente Heymanns Version der Geschichte als Drehbuch für die amerikanische TV-Serie „Poor Little Rich Girl: The Barbara Hutton Story“, die 1987 mit Farrah Fawcett in der Titelrolle entstand. Alexis Mdivani wurde vom britischen Schauspieler Nicholas Clay verkörpert.
Gegen den Widerstand ihres Vaters heiratete Alexis Mdivani im Juni 1933 in Paris Barbara Hutton. Die kirchliche Trauung am 22. Juni 1933 in der Alexander-Newski-Kathedrale war ein weltweit bekanntes Medienspektakel mit über 8000 Zuschauern, über das in den Wochenschauen der Kinos in den USA und in Europa berichtet wurde. Bei der Eheschließung erhielt Alexis Mdivani eine hohe Geldsumme. Als Barbara Hutton am 14. November volljährig wurde, erlangte er die volle Verfügungsgewalt über ihr volles Vermögen von rund 42 Millionen Dollar. Das vermeintliche Traumpaar zeigte sich schon bald nach der Hochzeit ernüchtert. Im März 1935 reiste Barbara Mdivani nach Reno, Nevada, um sich dort scheiden zu lassen. Am 13. Mai 1935 war die Scheidung rechtskräftig, und sofort danach ging sie mit dem dänischen Graf Kurt von Haugwitz-Hardenberg-Reventlow eine neue Ehe ein.
Alexis Mdivani hatte als Abfindung Geld, wertvollen Schmuck und den 1934 von Barbara Hutton erworbenen Palazzo San Gregorino in Venedig erhalten, außerdem einen goldenen Rolls-Royce Phantom II Continental, den Barbara kurz nach der Hochzeit für ihn hatte anfertigen lassen. Mit diesem Wagen verunglückte er am 1. August 1935 tödlich. Er war auf einer Küstenstraße in Spanien, nahe der Stadt Palamós, unterwegs, wo seine Schwester Roussadana mit ihrem Mann lebte. Mit ihm im Fahrzeug saß seine damalige Geliebte, die deutsche Baroness Maud Thyssen, Ehefrau des Industriellen Heinrich Thyssen. Maud Thyssen überlebte schwer verletzt, Alexis Mdivani wurde bei dem Unfall sofort getötet. Roussadana Mdivani, die am Unfallort den blutigen Leichnam ihres Bruders auf einem Eselskarren vorfand, sollte sich von dem schrecklichen Ereignis nie wieder erholen. Sie wurde depressiv, und eine seit langem vorhandene Drogensucht verschlimmerte sich massiv. Alexis Mdivani wurde zunächst auf dem katholischen Friedhof in Palamós beigesetzt. Sein Schwager Josep Maria Sert plante, eine historische Kapelle zu sanieren und zum Familien-Mausoleum umzuwidmen. Dazu kam es jedoch nicht. Roussadana Sert erkrankte an Tuberkulose und starb 1938 in einem Schweizer Sanatorium. Sie wurde auf dem Dorffriedhof in Saint-Saphorin (Lavaux) begraben. Nina Mdivani ließ 1951 die Überreste von Alexis in Spanien exhumieren und nach Saint-Saphorin überführen, sodass er neben Roussadana seine letzte Ruhestätte fand.